# Lindsay Wilson (voetballer)
Lindsay Wilson (Sydney, 4 mei 1979) is een voormalig Australisch voetballer.
Wilson is een verdediger die in 2002 door PSV werd gecontracteerd. Hij haalde het bij de Eindhovenaren niet tot eerste elftal en speelde zijn wedstrijden in Jong PSV. Tussentijds werd Wilson verhuurd aan FC Volendam, Helmond Sport en Kilmarnock; in 2006 kwamen Wilson en PSV tot overeenstemming om het tot medio 2007 lopende contract te ontbinden.